# 헬베틱 항공
헬베틱 항공(영어: Helvetic Airways)은 스위스의 지역 항공사이다. 허브 공항은 베른 공항, 취리히 공항을 사용하고 있다.

## 운항 노선
- 2019년 9월 기준으로 헬베틱 항공은 다음과 같이 운항하고 있다.

## 보유 기종
- 2020년 7월 기준으로 헬베틱 항공은 다음과 같이 보유하고 있다.

### 퇴역 기종
- 에어버스 A319-100
- 포커 100
- 맥도널 더글러스 MD-83